# Edward Doszla
Edward Doszla (ur. 22 lipca 1926 w Kołomyi, zm. 29 czerwca 1995 w Wałbrzychu) – polski aktor-lalkarz, reżyser teatru lalek, dyrektor naczelny i artystyczny wałbrzyskiego Teatru Lalek.
Przez niemalże całe swoje życie zawodowe związany ze wspomnianym teatrem (od 1947 do 1978; w tym od 1975 jako dyrektor); w sezonach 1979/1980 i 1980/1981 występował w opolskim teatrze lalek.